# Romell Quioto
Romell Samir Quioto Robinsonn (Balfate, 9 de agosto de 1991) é um futebolista hondurenho que atua como centroavante. Atualmente joga pelo Al-Najma.

## Carreira

### Rio 2016
Romell Quioto fez parte do elenco da Seleção Hondurenha de Futebol nas Olimpíadas de 2016.